# Castor Bay
Castor Bay  est une baie et une banlieue de la ville d’Auckland, située dans l’île du Nord de la Nouvelle-Zélande.

## Situation
Elle est localisée entre les banlieues de Milford et de Campbells Bay.
C’est une partie de la East Coast Bays.
Les îles de Rangitoto et de l'Île Motutapu, siègent vers l’est et sont facilement visibles à partir de la terre.

## Gouvernance
La banlieue est située dans le ward du North Shore (en), une des treize divisions administratives du Conseil d'Auckland.

## Population
La population était de 2 877 habitants lors du recensement de 2006 en Nouvelle-Zélande en augmentation de 93 résidents par rapport à celui de 2001.

## Géographie
La baie elle-même est petite et bien abritée par un brise-lame artificiel, qui s’étend de l’angle nord de la baie, en direction du sud.
Une petite grève et une zone herbeuse avec plusieurs arbres de type pohutukawa offrent un complément d’abris sur le front de plage et la ligne de côte s’étend vers le nord en direction de la zone de Campbells Bay.

## Histoire
A proximité, le « parc John F. Kennedy » contient un bunker de la Deuxième guerre mondiale, qui fut utilisé pour la surveillance du Golfe de Hauraki et qui est accessible à partir de Castor Bay par la route nommée ‘Beach Road’ ou par un chemin, qui s’étend sur la ligne de côte vers le nord.
La pointe nord de Castor Bay est le site d’un vieux pā, Maori nommé Rahopara, que l’on pense avoir été habité pour la dernière fois, puis abandonné au XVIIIe siècle avant la colonisation européenne.
Très peu de choses sont connues à propos des personnes, qui vivaient là, mais les excavations de la terre liées aux anciennes tribus sont toujours visibles.

## Éducation
L’école primaire locale est celle de Campbells Bay Primary School, localisée sur ‘Aberdeen Road’, à proximité du parcours de golf de « Pupuke Golf Course ».
Elle a un taux de décile de 10 et un effectif de 662 élèves .
L’école a ouvert en 1925.

## Personnalités Notables
Sam Hunt (en), un des poètes les plus connus de la Nouvelle-Zélande, qui est né à Castor Bay.